# 诗巫大伯公庙
诗巫永安亭大伯公庙，简称诗巫大伯公庙或永安亭，是一座位于马来西亚砂拉越诗巫的古老庙宇，其历史可追溯到19世纪50年代初。该寺庙拥有一座七层楼高，名为“云湖庵”的观音塔，是诗巫的地标之一。主祀大伯公、玄天上帝、注生娘娘、泰山冥王及虎爷。